# 大船渡線
大船渡線（おおふなとせん）は、岩手県一関市の一ノ関駅から宮城県気仙沼市の気仙沼駅を結ぶ、東日本旅客鉄道（JR東日本）の鉄道路線（地方交通線）である。廃線となった気仙沼駅 - 盛駅間（大船渡線BRTとして運行）を含む線形を竜に見立てて「ドラゴンレール大船渡線」という愛称が付けられている。

## 概要

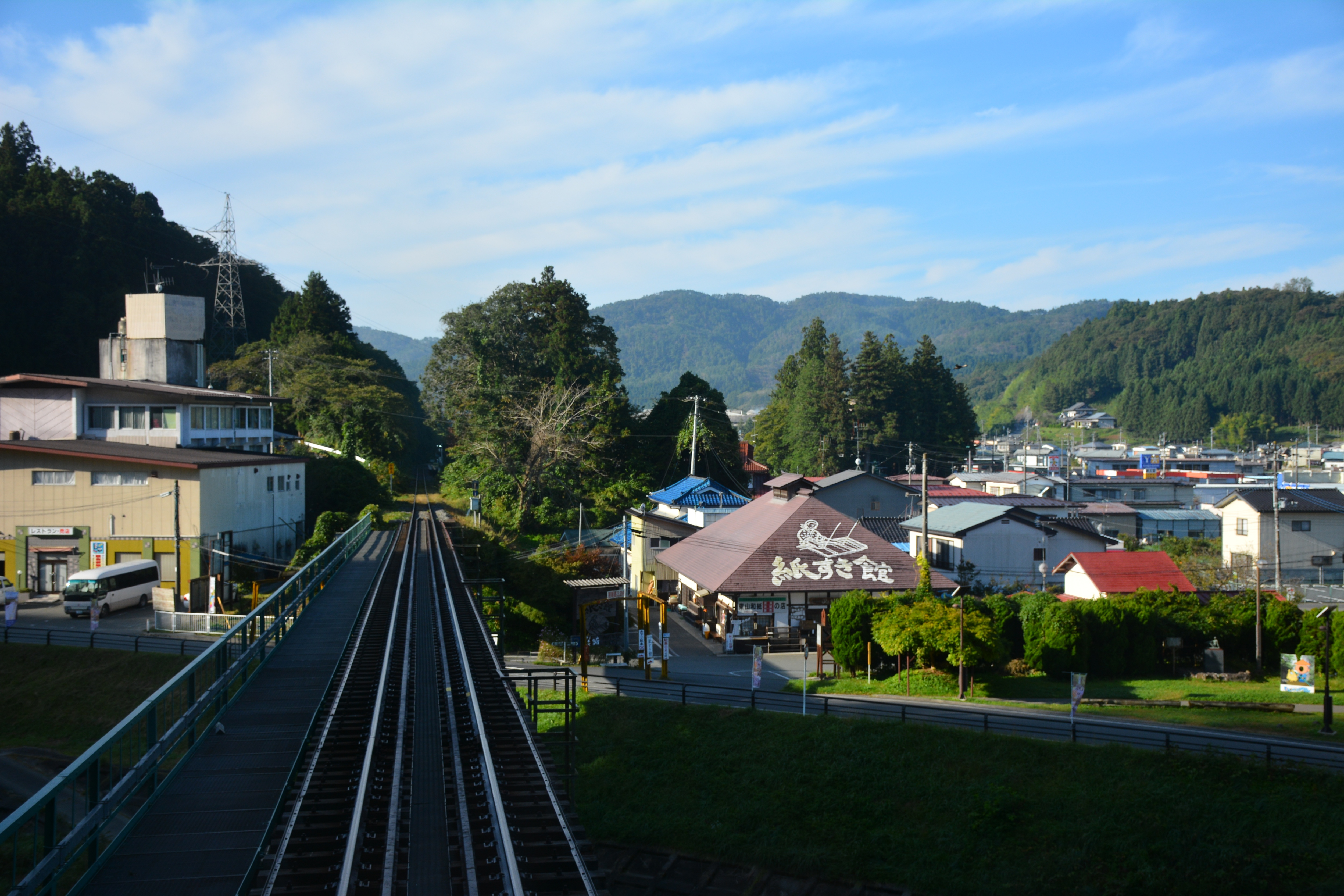
観光地・猊鼻渓エリアを通る大船渡線

かつては一ノ関駅から気仙沼駅、大船渡駅を経て盛駅までを結ぶ路線であった。三陸海岸沿岸部を走行していた気仙沼駅 - 盛駅間は、2011年（平成23年）3月11日に発生した東日本大震災では津波の被害を受け、以降は鉄道については不通となり、2013年（平成25年）3月2日から「大船渡線BRT」としてBRT（バス高速輸送システム）が運行されている。2019年（令和元年）11月12日には不通区間の鉄道事業の廃止届が国土交通省東北運輸局に提出され、2020年（令和2年）4月1日に廃止となった。
1992年（平成4年）、JR東日本は大船渡線営業所（気仙沼市）の設立を記念し、大船渡線の愛称を公募。当時はアニメ『ドラゴンボールZ』（鳥山明原作）がフジテレビ系列で放映されていたこともあり、小学生などから「ドラゴンレール」という票が集まった。大船渡線の曲がりくねった線形が『ドラゴンボール』に出てくる神龍の形にそっくりであることに加え、大船渡線沿線においても龍の伝説があったことから、「ドラゴンレール大船渡線」と決定した。
愛称の由来に『ドラゴンボール』が関わっているため、大船渡線で運行される気動車には、元祖ドラゴンボールの意匠を模したデザイン（オレンジの円形に火を吹く龍が描かれ、右上に『DRAGON RAIL』と描かれたもの）のステッカーが貼られている。

## 歴史

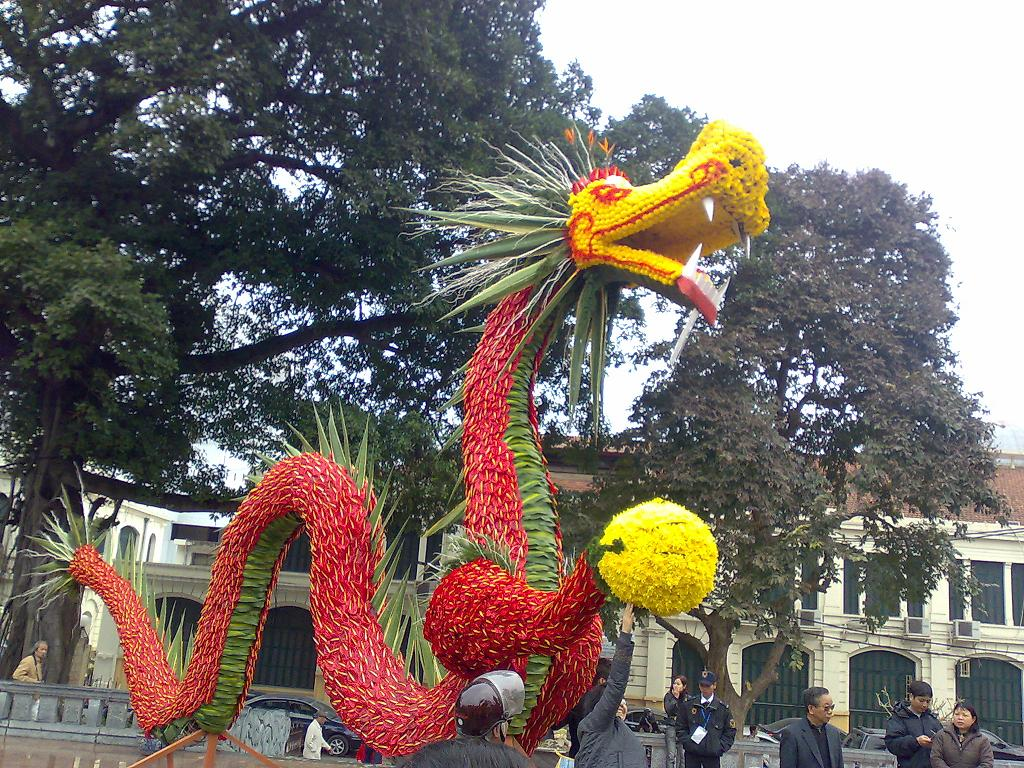
「鍋弦線」が竜の胴体・気仙沼線への分岐が竜の手と見てとれる

かつて磐井地方と気仙地方を結ぶ「磐仙鉄道」「磐仙軽便鉄道」として2度計画があったものの何れも頓挫した。1918年（大正7年）に軽便鉄道法により一ノ関 - 気仙沼間が計画され、翌年に大船渡までが追加された。1925年（大正14年）から1934年（昭和9年）にかけて全通した。大船渡駅 - 盛駅間は、改正鉄道敷設法別表第7号に規定する予定線の一部で、1935年（昭和10年）に開業した。この予定線の残りの区間の一部は1970年（昭和45年）に盛線として開業し、1984年（昭和59年）に三陸鉄道南リアス線として全通している。
陸中門崎（りくちゅうかんざき）駅 - 千厩（せんまや）駅間の線形から「鍋弦線」と揶揄され、いわゆる「我田引鉄」の代表例である。当初の計画では、門崎から真直ぐに千厩へ抜けることになっていたが、岩手県出身の原敬率いる立憲政友会の後押しで千厩の北にある摺沢（すりさわ）から立候補した佐藤良平が1920年の総選挙で当選したことで、摺沢を経由して千厩を通らずに直接大船渡へ向かうように計画が変更された。千厩では憲政会に頼って誘致を展開し、1924年の総選挙で憲政会が勝利すると、摺沢から千厩へ抜けるように再び計画が変更され、現在の線形となった。このように沿岸地域と一関地域を最短で結ぶという機能は果たせなかったものの、大船渡線沿線の旧東磐井地域の中でも最多人口である旧大東町、また石灰石資源があり日本百景選出観光地である猊鼻渓も有する旧東山町を経由することになり、必ずしもマイナス面ばかりではなかった。なお、一ノ関駅から千厩駅までは40km近くあるが、自動車なら国道284号経由でおよそ24kmの道のりである。
国鉄時代は急行の設定があるなど、宮城県仙台市と南三陸諸都市間を結ぶ路線であったが、前述のような線形の悪さが災いし、東北自動車道や三陸沿岸道路の整備に伴い、一関市や仙台市を直接結ぶバス路線（仙台南三陸気仙沼線、一関大船渡線、仙台大船渡線）等にその機能を奪われている。

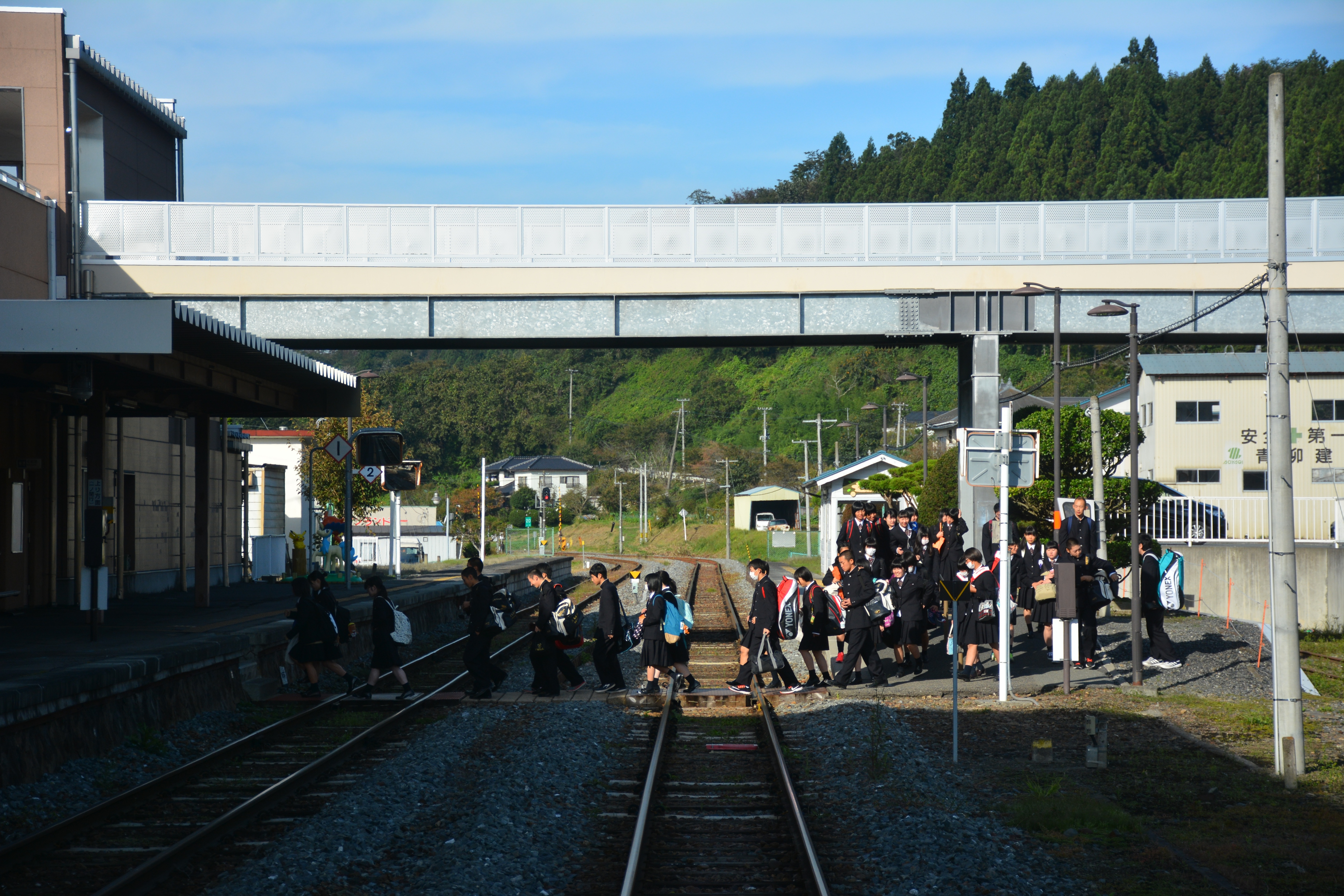
通学利用の多い摺沢駅

2005年（平成17年）の平成の大合併により一関市の市域が広がり、路線の約半分強に当たる距離（一ノ関駅 - 新月駅間）が一関市内となった。
2011年（平成23年）の東北地方太平洋沖地震（東日本大震災）では、沿岸部で津波による大きな被害を受けた。駅舎は竹駒駅 - 細浦駅の各駅と大船渡駅が流失し、橋梁は陸前矢作駅 - 竹駒駅間の気仙川橋梁が橋脚から押し流されるなど3箇所が流失した。下船渡駅 - 大船渡駅間や盛駅で列車が津波により冠水したが、乗客・乗務員は全員避難し無事だった。
不通区間の気仙沼駅 - 盛駅間では2013年（平成25年）3月よりBRTの運行を開始した。このBRT化にあたって、特に鹿折唐桑駅から陸前高田駅付近にかけての区間は大きく経路変更され、海岸沿いの唐桑大沢を経由するルートが本線となり、内陸部の上鹿折駅および陸前矢作駅へは支線がカバーする形とされ、県境をまたぐ上鹿折駅 - 陸前矢作駅間は直接の交通機関が途絶することとなった。
JR東日本は不通区間の鉄路での復旧について、自社で負担する原状復旧費130億円、沿線自治体などの公的支援が必要な安全面やまちづくりにかかる270億円の総額400億円の費用に加え、利用者数減少の見込みから断念する意向を示した。
2019年（令和元年）11月12日、JR東日本は国土交通大臣宛てに2020年11月13日を廃止日とする気仙沼駅 - 盛駅間の鉄道事業廃止届を提出した。その後の意見聴取の結果、廃止日の繰り上げが認められたことから、2020年（令和2年）1月31日、同社側は廃止日を4月1日に繰り上げる旨の届出を提出した。1987年4月のJR東日本発足以降における同社管内での旅客鉄道路線の廃止は、第三セクター鉄道へ転換された路線を除けば、1997年廃止の信越本線の横川駅 - 軽井沢駅間と2014年廃止の岩泉線以来、同時廃止された気仙沼線の区間も含めて3例目となる。

### 年表

#### 前史
- 1897年（明治30年）3月11日：磐仙鉄道の設立許可願を国に提出。
- 1900年（明治33年）4月13日：仮免許が下付。
- 1903年（明治36年）5月16日：資金調達できず、仮免許失効。
- 1912年（明治45年）4月5日：磐仙軽便鉄道株式会社の設立許可願が国に提出。
- 1912年（大正元年）9月15日：仮免許が下付。
- 1915年（大正4年）8月：資金調達できず、免許取消願を提出、会社を解散。

#### 国有鉄道
- 1918年（大正7年）3月：大船渡線として一ノ関 - 気仙沼間認可。
- 1919年（大正8年）3月：大船渡線延伸認可、気仙沼 - 大船渡間。
- 1920年（大正9年）4月：測量開始。
- 1925年（大正14年）7月26日：大船渡線 一ノ関駅 - 摺沢駅間 (30.6 km) を新規開業。真滝駅、陸中門崎駅、陸中松川駅、摺沢駅を新設。
- 1927年（昭和2年）7月15日：摺沢駅 - 千厩駅間 (9.2 km) を延伸開業。千厩駅を新設。
- 1928年（昭和3年）9月2日：千厩駅 - 折壁駅間 (9.9 km) を延伸開業。小梨駅、矢越駅、折壁駅を新設。
- 1929年（昭和4年）7月31日：折壁駅 - 気仙沼駅間 (12.3 km) を延伸開業。新月駅、気仙沼駅を新設。
- 1932年（昭和7年）3月19日：気仙沼駅 - 上鹿折駅間 (7.5 km) を延伸開業。鹿折駅、上鹿折駅を新設。
- 1933年（昭和8年）
  - 2月15日：上鹿折駅 - 陸前矢作駅間 (10.0 km) を延伸開業。陸前矢作駅を新設。
  - 12月15日：陸前矢作駅 - 細浦駅間 (17.6 km) を延伸開業。竹駒駅、陸前高田駅、脇ノ沢駅、小友駅、細浦駅を新設。
- 1934年（昭和9年）9月3日：細浦駅 - 大船渡駅間 (6.0 km) を延伸開業。下船渡駅、大船渡駅を新設。
- 1935年（昭和10年）9月29日：大船渡駅 - 盛駅間 (2.6 km) を延伸開業[4]。盛駅を新設。開通式典は一関市立一関小学校で行われた[5]。
- 1945年（昭和20年）8月10日：一ノ関駅が空襲を受ける。
- 1947年（昭和22年）9月15日：カスリン台風により一ノ関駅浸水。
- 1948年（昭和23年）9月16日：アイオン台風により一ノ関駅浸水。
- 1956年（昭和31年）4月11日：気仙沼駅 - 気仙沼港駅間の貨物支線を開業。
- 1957年（昭和32年）2月11日：気仙沼駅 - 気仙沼港駅間の貨物支線を大船渡線から分離して気仙沼線に編入。
- 1960年（昭和35年）5月24日：チリ地震津波により、陸前高田駅 - 盛駅間不通。全線開通6月17日。
- 1962年（昭和37年）5月15日：柴宿駅を新設。
- 1966年（昭和41年）12月1日：岩ノ下駅を新設。
- 1968年（昭和43年）3月19日：蒸気機関車（D50形・C58形）が廃止され、無煙化。
- 1983年（昭和58年）3月1日：大船渡駅 - 盛駅間の貨物営業を廃止。
- 1984年（昭和59年）2月1日：陸中松川駅 - 大船渡駅間の貨物営業を廃止。
- 1986年（昭和61年）11月1日：猊鼻渓駅を新設。鹿折駅を鹿折唐桑駅に改称。

#### 民営化以後
- 1987年（昭和62年）4月1日：国鉄分割民営化に伴い、JR東日本が一ノ関駅 - 盛駅間を第一種鉄道事業者として承継、日本貨物鉄道（JR貨物）が一ノ関駅 - 陸中松川駅間の第二種鉄道事業者となる。
- 1990年（平成2年）3月10日：快速「南三陸」2・3号が大船渡線の盛駅までの直通運転を開始。
- 1991年（平成3年）10月1日：キハ100系気動車が営業運転を開始[6]。
- 1992年（平成4年）
  - 3月14日：一部列車でワンマン運転開始[7]。
  - 12月1日：大船渡線営業所設置[8]。
- 1993年（平成5年）3月18日：快速「むろね」を「スーパードラゴン」に改称。
- 1996年（平成8年）2月23日：同日付で貨物列車が廃止される[9]。
- 1999年（平成11年）4月1日：JR貨物が一ノ関駅 - 陸中松川駅間の第二種鉄道事業を廃止[10]。
- 2001年（平成13年）12月1日：快速「南三陸」2・3号の大船渡線の盛駅までの直通運転を廃止。
- 2005年（平成17年）9月23日：「大船渡線全通70周年号」運転。
- 2006年（平成18年）10月9日：「3鉄祭・さかり号」運転。
- 2007年（平成19年）
  - 3月18日：一部の快速列車が停車していた陸中門崎駅と陸中松川駅に全ての快速列車が停車するようになる。
  - 7月21日：北東北デスティネーションキャンペーンの一環で「レトロむろね号」運転。
- 2008年（平成20年）7月19日 - 21日：「風っこ大船渡線号」運転。

#### 東日本大震災以後
- 2011年（平成23年）東日本大震災から1か月後の鹿折唐桑駅。ホームの周辺は津波によって流された瓦礫が散乱し、自動車が線路を塞いでいる。

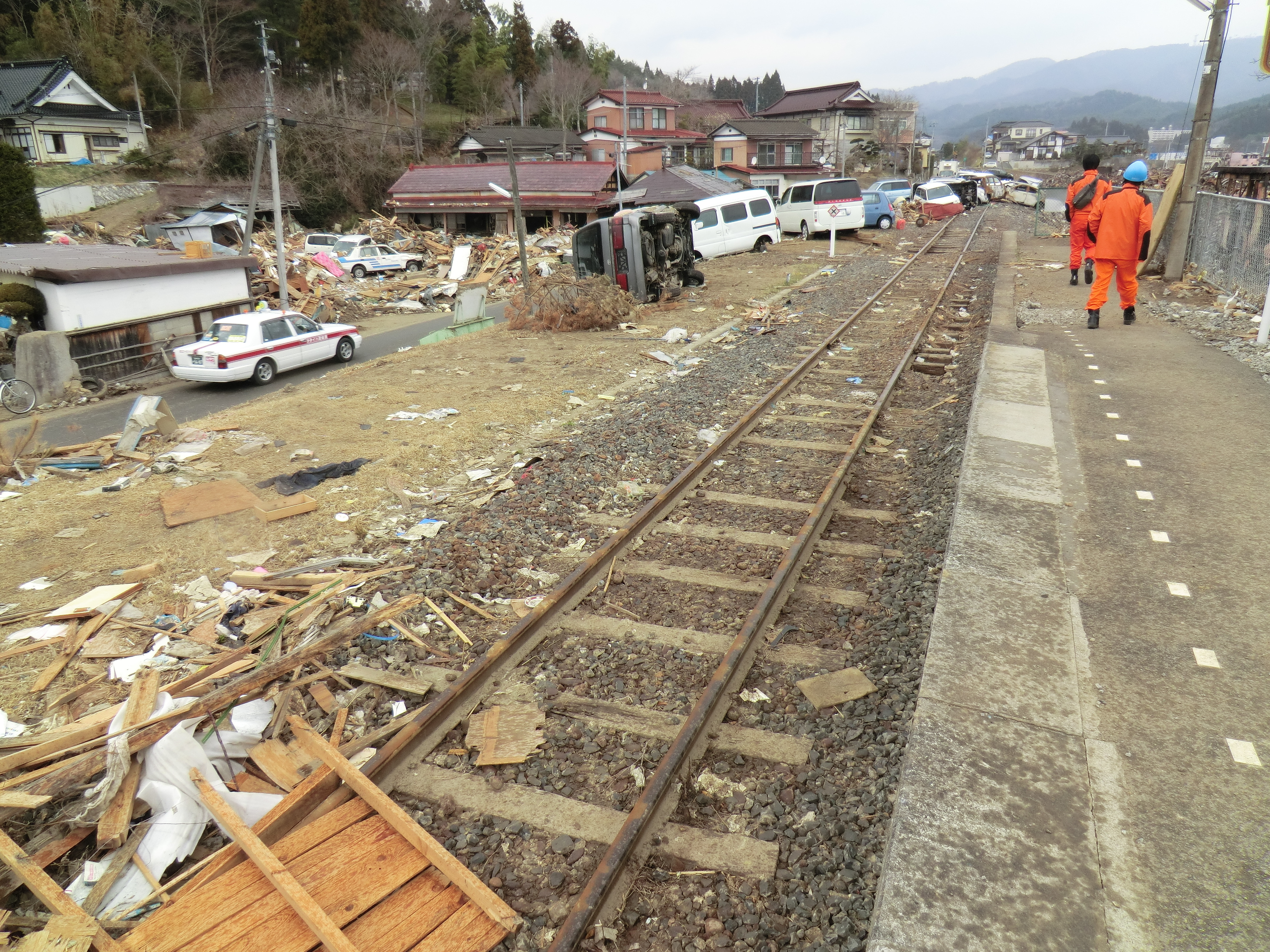
東日本大震災から1か月後の鹿折唐桑駅。ホームの周辺は津波によって流された瓦礫が散乱し、自動車が線路を塞いでいる。

  - 3月11日：東北地方太平洋沖地震（東日本大震災）により全線が不通となる。
  - 4月1日：一ノ関駅 - 気仙沼駅間で運転を再開。
  - 4月7日：東北地方太平洋沖地震の余震発生により再び全線が不通となる。
  - 4月18日：一ノ関駅 - 気仙沼駅間で運転を再開。
- 2012年（平成24年）
  - 3月17日：2・3両編成の列車を、1ないし2両編成に変更。
  - 4月28日：上りの快速列車が停車していた折壁駅に下りの快速列車も停車するようになる。
  - 10月4日：大船渡線のBRTによる仮復旧に沿線の大船渡市、陸前高田市、気仙沼市がJR東日本と合意[11]。
  - 12月22日：「POKÉMON with YOU トレイン」による臨時快速「ポケモントレイン気仙沼号」を運転開始。猊鼻渓 - 柴宿間を走行するポケモントレイン気仙沼号
- 2013年（平成25年）

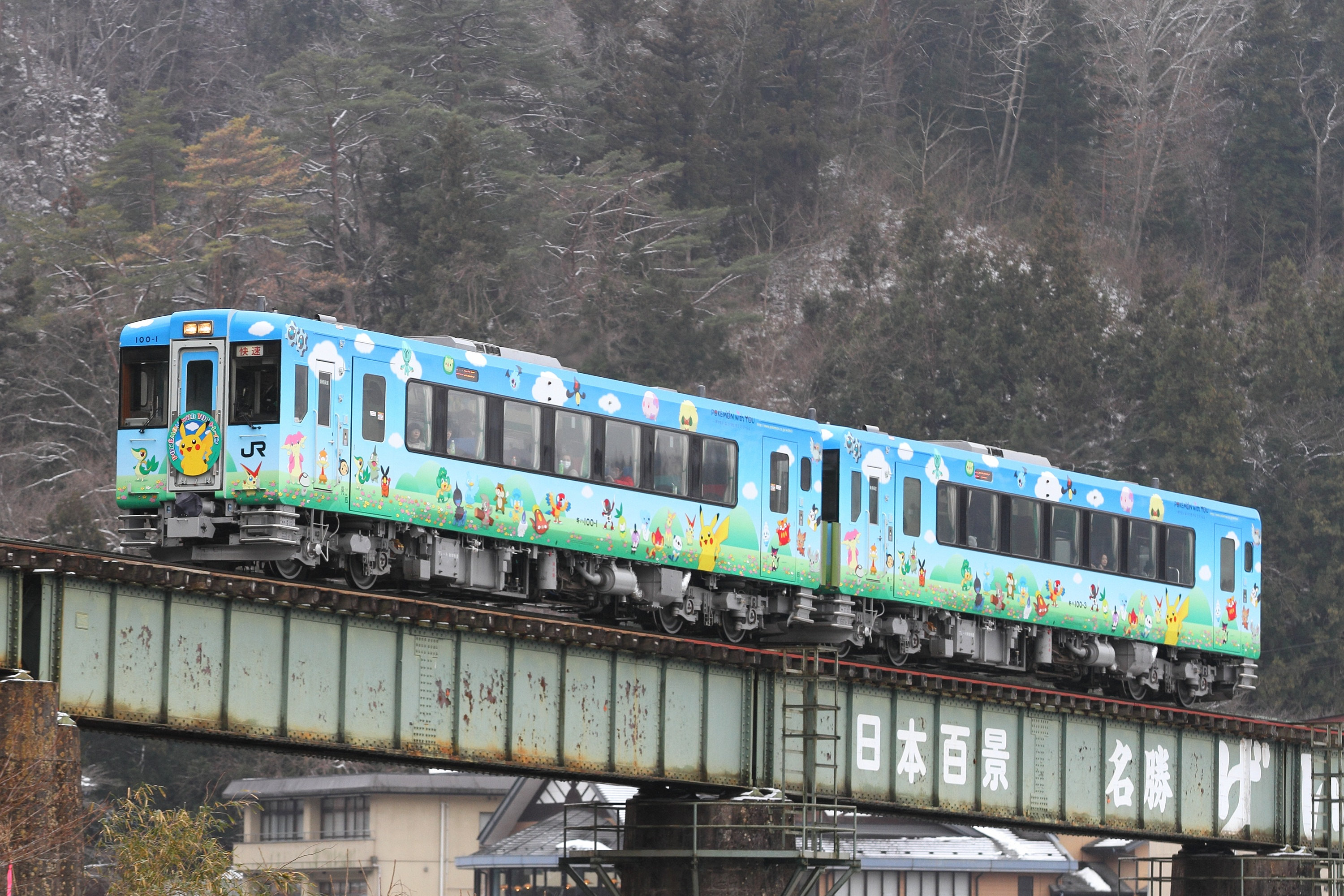
猊鼻渓 - 柴宿間を走行するポケモントレイン気仙沼号

  - 3月2日：気仙沼駅 - 盛駅間でBRTの運行を開始[報道 1][新聞 4]。
  - 3月16日：快速「スーパードラゴン」が廃止され、全定期列車が各駅停車に変更される。
- 2015年（平成27年）12月25日：大船渡線のBRTによる本復旧に沿線の大船渡市、陸前高田市、気仙沼市がJR東日本と合意[新聞 5]。
- 2019年（令和元年）11月12日：JR東日本が国土交通大臣宛てに気仙沼駅 - 盛駅間の鉄道事業廃止届を提出[報道 2]。
- 2020年（令和2年）
  - 1月31日：JR東日本が気仙沼駅 - 盛駅間の鉄道事業の廃止日を繰り上げる旨の届出を提出[報道 4]。
  - 4月1日：気仙沼駅 - 盛駅間 (43.7 km) の鉄道事業を廃止[報道 4][報道 3][新聞 6][注釈 1]。
- 2021年（令和3年）7月5日：21時35分頃、真滝駅 - 陸中門崎駅間で、一ノ関発気仙沼行普通列車（1両編成）が倒木に衝突し脱線[新聞 7]。
- 2022年（令和4年）3月12日：全定期列車をワンマン運転化。上り始発が気仙沼発から千厩発へ短縮、下り2本減便、下り最終列車が10分早まる[12]。
- 2024年（令和6年）7月26日：東北地方を中心とした記録的豪雨の影響により、一ノ関駅 - 真滝駅間（真滝駅より約0.3キロ地点）にて線路脇ののり面幅約10メートルが崩壊、同日より一ノ関駅 - 気仙沼駅間で運転を見合わせる[新聞 8]。8月7日に復旧[13]。
- 2025年（令和6年）
  - 1月中旬：キハ110系投入開始。
  - 3月15日：全運行車両がキハ100系からキハ110系に置き換え[報道 5]。上下最終列車の運転を取りやめ、一ノ関発20:35・気仙沼発19:02が最終列車となる[報道 6]。
  - 3月22日：キハ100系運転終了にあわせ、臨時快速「スーパードラゴン」を運行。

## 運行形態
1992年（平成4年）3月14日からワンマン運転を行っている。2013年（平成25年）3月16日のダイヤ改正で快速「スーパードラゴン」が廃止されて定期列車は全て各駅停車となり、2022年（令和4年）3月12日からは全定期列車がワンマン列車となった。
現行ダイヤでは他線との直通運転はなく、上りの初列車が千厩駅発であるほかは、いずれも一ノ関駅 - 気仙沼駅間の運転で、終日にわたり1 - 2時間に1本の運行となっている。ダイヤ上、気仙沼駅における列車と気仙沼線・大船渡線BRTとの接続は特に考慮されていない。
2011年（平成23年）の東日本大震災以前には、気仙沼駅 - 盛駅間で観光シーズンなどに三陸海岸に沿って仙台駅 - 八戸駅間を縦貫する臨時列車「リアス・シーライナー」が気仙沼線・三陸鉄道南リアス線方面から直通運転されていた。
2012年（平成24年）12月22日から一ノ関駅 - 気仙沼駅間で、キハ100形気動車2両を改造して内外装にポケットモンスターのキャラクターを装飾したPOKÉMON with YOU トレインによる臨時快速「ポケモントレイン気仙沼号」が土休日や春・夏休みなどを中心に運行されている。

## 使用車両
車種は特記なければ気動車

### 現在の使用車両
- キハ100形：盛岡車両センター一ノ関派出所
  - キハ100-1・3は臨時列車「POKÉMON with YOU トレイン」専用車両
- キハ110系

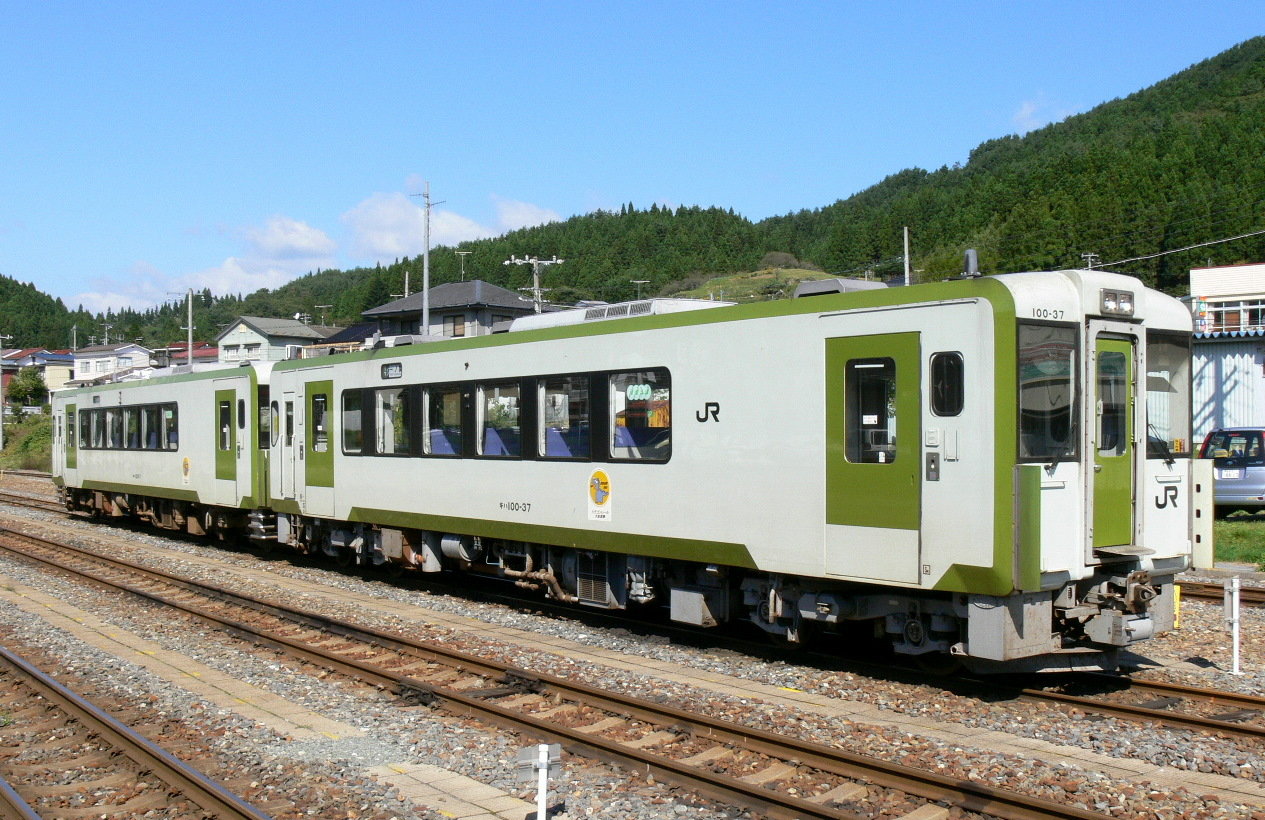
鉄道区間用のキハ100形 （気仙沼駅にて）
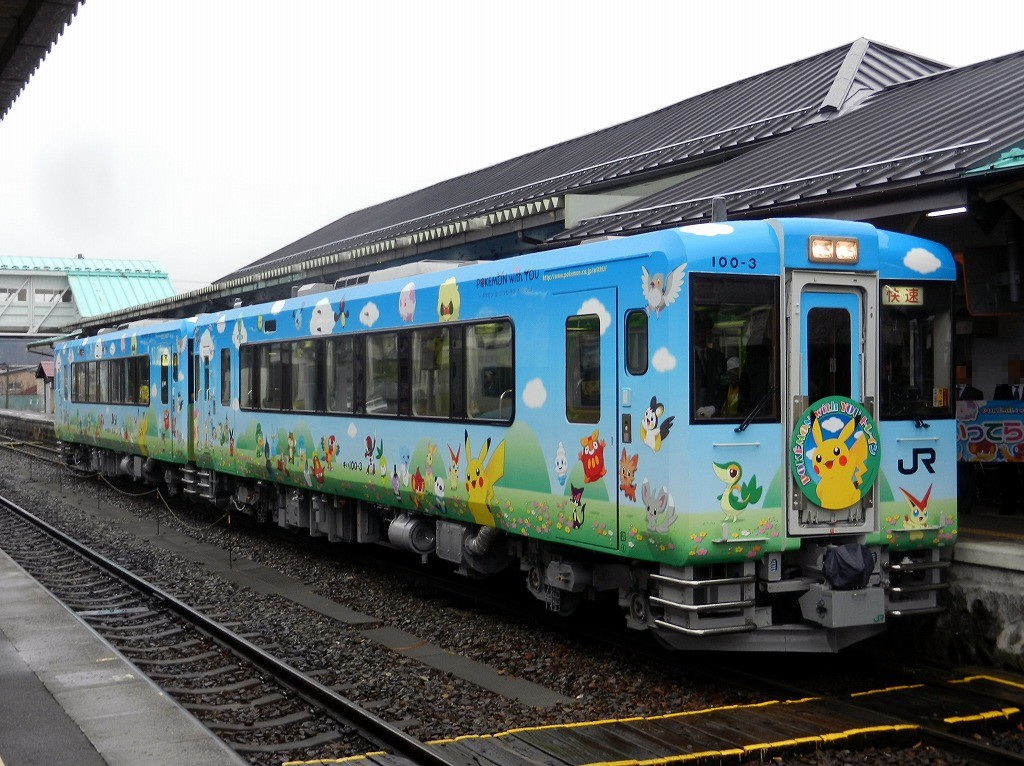
POKÉMON with YOU トレイン （気仙沼駅にて）

### 過去の使用車両
- 蒸気機関車
  - C58形
  - D50形
  - C11形
  - 8620形
- 気動車
  - キハ58系
  - キハ26形（400番台含む）
  - キハ52形・キハ20形・キハ21形・キハ22形・キハ25形・キハユニ26形
  - キハ40系
  - キハ16形

## データ

### 路線データ
- 管轄（事業種別）：東日本旅客鉄道（第一種鉄道事業者）
- 区間（営業キロ）：一ノ関駅 - 気仙沼駅間 62.0 km
- 駅数：14 （起終点駅含む）
- 軌間：1,067 mm
- 全線単線
- 全線非電化
- 閉塞方式：特殊自動閉塞式（電子符号照査式）
- 運転指令所：一ノ関運行センター（一ノ関CTC）
- 最高速度：85 km/h

全区間が盛岡支社の管轄である。

### 利用状況

#### 平均通過人員
区間ごとの平均通過人員は以下のとおりである。

##### 1987年度 - 2010年度
| 年度                   | 平均通過人員（人/日） | 平均通過人員（人/日） | 平均通過人員（人/日） | 出典           |
| 年度                   | 全区間                | 一ノ関 - 気仙沼       | 気仙沼 - 盛           | 出典           |
| ---------------------- | --------------------- | --------------------- | --------------------- | -------------- |
| 1987年度（昭和62年度） | 1,547                 | 1,602                 | 1,349                 | [ 利用状況 1 ] |
| 1992年度（平成04年度） | 1,374                 | 1,526                 | 1,159                 | [ 利用状況 1 ] |
| 1997年度（平成09年度） | 1,103                 | 1,258                 | 883                   | [ 利用状況 1 ] |
| 2002年度（平成14年度） | 842                   | 959                   | 676                   | [ 利用状況 1 ] |
| 2003年度（平成15年度） | 831                   |                       |                       | [ 利用状況 2 ] |
| 2004年度（平成16年度） | 832                   |                       |                       | [ 利用状況 2 ] |
| 2005年度（平成17年度） | 831                   |                       |                       | [ 利用状況 2 ] |
| 2006年度（平成18年度） | 788                   |                       |                       | [ 利用状況 2 ] |
| 2007年度（平成19年度） | 788                   | 991                   | 500                   | [ 利用状況 3 ] |
| 2008年度（平成20年度） | 770                   | 972                   | 484                   | [ 利用状況 3 ] |
| 2009年度（平成21年度） | 740                   | 943                   | 453                   | [ 利用状況 3 ] |
| 2010年度（平成22年度） | 706                   | 903                   | 426                   | [ 利用状況 3 ] |

##### 2011年度 - 2019年度
気仙沼駅 - 盛駅間の2011年度（平成23年度）はバス代行輸送、2013年度（平成25年度）以降はBRT輸送の数値である。
| 年度                   | 平均通過人員（人/日） | 平均通過人員（人/日） | 平均通過人員（人/日） | 出典           |
| 年度                   | 全区間                | 一ノ関 - 気仙沼       | 気仙沼 - 盛           | 出典           |
| ---------------------- | --------------------- | --------------------- | --------------------- | -------------- |
| 2011年度（平成23年度） | 519                   | 844                   | 56                    | [ 利用状況 4 ] |
| 2012年度（平成24年度） |                       | 946                   | 非開示                | [ 利用状況 4 ] |
| 2013年度（平成25年度） |                       | 976                   | 200                   | [ 利用状況 4 ] |
| 2014年度（平成26年度） |                       | 907                   | 250                   | [ 利用状況 4 ] |
| 2015年度（平成27年度） |                       | 891                   | 314                   | [ 利用状況 5 ] |
| 2016年度（平成28年度） |                       | 838                   | 276                   | [ 利用状況 5 ] |
| 2017年度（平成29年度） |                       | 836                   | 254                   | [ 利用状況 5 ] |
| 2018年度（平成30年度） |                       | 796                   | 272                   | [ 利用状況 5 ] |
| 2019年度（令和元年度） |                       | 754                   | 274                   | [ 利用状況 5 ] |

##### 2020年度以降
気仙沼駅 - 盛駅間は2020年（令和2年）4月1日に鉄道事業が廃止された。
| 年度                   | 平均通過人員（人/日） | 出典           |
| 年度                   | 一ノ関 - 気仙沼       | 出典           |
| ---------------------- | --------------------- | -------------- |
| 2020年度（令和02年度） | 514                   | [ 利用状況 6 ] |
| 2021年度（令和03年度） | 545                   | [ 利用状況 6 ] |
| 2022年度（令和04年度） | 572                   | [ 利用状況 7 ] |
| 2023年度（令和05年度） | 588                   | [ 利用状況 8 ] |

#### 収支・営業系数
各年度の収支（運輸収入、営業費用）、営業係数、収支率は以下のとおりである。▲はマイナスを意味する。
| 年度                   | 収支（百万円） | 収支（百万円） | 収支（百万円） | 営業 係数 （円） | 収支率 | 出典        |
| 年度                   | 運輸 収入      | 営業 費用      | 計             | 営業 係数 （円） | 収支率 | 出典        |
| ---------------------- | -------------- | -------------- | -------------- | ---------------- | ------ | ----------- |
| 2019年度（令和元年度） | 173            | 1,748          | ▲1,575         | 1,009            | 9.9%   | [ 報道 9 ]  |
| 2020年度（令和02年度） | 94             | 1,799          | ▲1,705         | 1,908            | 5.2%   | [ 報道 9 ]  |
| 2021年度（令和03年度） | 106            | 1,616          | ▲1,510         | 1,522            | 6.6%   | [ 報道 10 ] |
| 2022年度（令和04年度） | 118            | 1,545          | ▲1,427         | 1,308            | 7.6%   | [ 報道 11 ] |

## 駅一覧
- 線路（全線単線） … ◇・∨・∧：列車交換可、｜：列車交換不可
- 区分…直：直営駅、空欄：終日無人駅
  - 直営駅はJR東日本による乗車人員集計対象駅[14]（気仙沼駅は鉄道および気仙沼線・大船渡線各BRTとも対象）

| 駅名       | 区分 | 営業キロ | 営業キロ | 接続路線                               | 線路 | 所在地          | 所在地        |
| 駅名       | 区分 | 駅間     | 累計     | 接続路線                               | 線路 | 所在地          | 所在地        |
| ---------- | ---- | -------- | -------- | -------------------------------------- | ---- | --------------- | ------------- |
| 一ノ関駅   | 直   | -        | 0.0      | 東日本旅客鉄道： 東北新幹線・■東北本線 | ∨    | 岩手県 一関市   | 岩手県 一関市 |
| 真滝駅     |      | 5.7      | 5.7      |                                        | ◇    | 岩手県 一関市   | 岩手県 一関市 |
| 陸中門崎駅 |      | 8.0      | 13.7     |                                        | ◇    | 岩手県 一関市   | 岩手県 一関市 |
| 岩ノ下駅   |      | 3.8      | 17.5     |                                        | ｜   | 岩手県 一関市   | 岩手県 一関市 |
| 陸中松川駅 |      | 3.8      | 21.3     |                                        | ◇    | 岩手県 一関市   | 岩手県 一関市 |
| 猊鼻渓駅   |      | 2.0      | 23.3     |                                        | ｜   | 岩手県 一関市   | 岩手県 一関市 |
| 柴宿駅     |      | 2.8      | 26.1     |                                        | ｜   | 岩手県 一関市   | 岩手県 一関市 |
| 摺沢駅     |      | 4.5      | 30.6     |                                        | ◇    | 岩手県 一関市   | 岩手県 一関市 |
| 千厩駅     |      | 9.2      | 39.8     |                                        | ◇    | 岩手県 一関市   | 岩手県 一関市 |
| 小梨駅     |      | 3.6      | 43.4     |                                        | ｜   | 岩手県 一関市   | 岩手県 一関市 |
| 矢越駅     |      | 4.2      | 47.6     |                                        | ｜   | 岩手県 一関市   | 岩手県 一関市 |
| 折壁駅     |      | 2.1      | 49.7     |                                        | ◇    | 岩手県 一関市   | 岩手県 一関市 |
| 新月駅     |      | 5.6      | 55.3     |                                        | ｜   | 岩手県 一関市   | 岩手県 一関市 |
| 気仙沼駅   | 直   | 6.7      | 62.0     |                                        | ∧    | 宮城県 気仙沼市 |               |

### 廃止区間
- 東日本大震災直前時点の状況。
- 累計営業キロは一ノ関駅起算。

| 駅名       | 営業キロ | 営業キロ | 接続路線                                                       | 線路 | 所在地          | 所在地          |
| 駅名       | 駅間     | 累計     | 接続路線                                                       | 線路 | 所在地          | 所在地          |
| ---------- | -------- | -------- | -------------------------------------------------------------- | ---- | --------------- | --------------- |
| 気仙沼駅   | -        | 62.0     | 東日本旅客鉄道：■気仙沼線                                      | ∨    | 宮城県 気仙沼市 | 宮城県 気仙沼市 |
| 鹿折唐桑駅 | 2.2      | 64.2     |                                                                | ｜   | 宮城県 気仙沼市 | 宮城県 気仙沼市 |
| 上鹿折駅   | 5.3      | 69.5     |                                                                | ◇    | 宮城県 気仙沼市 | 宮城県 気仙沼市 |
| 陸前矢作駅 | 10.0     | 79.5     |                                                                | ◇    | 岩手県          | 陸前高田市      |
| 竹駒駅     | 3.0      | 82.5     |                                                                | ｜   | 岩手県          | 陸前高田市      |
| 陸前高田駅 | 2.9      | 85.4     |                                                                | ◇    | 岩手県          | 陸前高田市      |
| 脇ノ沢駅   | 2.9      | 88.3     |                                                                | ｜   | 岩手県          | 陸前高田市      |
| 小友駅     | 4.5      | 92.8     |                                                                | ◇    | 岩手県          | 陸前高田市      |
| 細浦駅     | 4.3      | 97.1     |                                                                | ｜   | 岩手県          | 大船渡市        |
| 下船渡駅   | 3.1      | 100.2    |                                                                | ｜   | 岩手県          | 大船渡市        |
| 大船渡駅   | 2.9      | 103.1    |                                                                | ｜   | 岩手県          | 大船渡市        |
| 盛駅       | 2.6      | 105.7    | 三陸鉄道：■南リアス線 岩手開発鉄道：日頃市線・赤崎線（貨物線） | ∧    | 岩手県          | 大船渡市        |

## その他
大船渡線に並行する国道284号は、陸中門崎駅 - 千厩駅間を迂回せずに結んでおり、2006年に、朝日放送テレビの番組『探偵!ナイトスクープ』に「千厩で列車に乗り遅れても国道284号を走っていけば陸中門崎で追いつくのではないかと思うが調べてほしい」という依頼により調査が行われている。また、同様の企画が鉄道友の会の会員によって1982年頃に「RAILFAN」に投稿されているが、こちらはバスで連絡する試みであった。